# La Vieux-Rue
La Vieux-Rue és un municipi francès situat al departament del Sena Marítim i a la regió de Normandia. L'any 2007 tenia 450 habitants.

## Demografia

### Població
El 2007 la població de fet de La Vieux-Rue era de 450 persones. Hi havia 150 famílies de les quals 20 eren unipersonals (20 dones vivint soles i 20 dones vivint soles), 51 parelles sense fills i 79 parelles amb fills.
La població ha evolucionat segons el següent gràfic:
Habitants censats

### Habitatges
El 2007 hi havia 170 habitatges, 155 eren l'habitatge principal de la família, 5 eren segones residències i 10 estaven desocupats. Tots els 169 habitatges eren cases. Dels 155 habitatges principals, 144 estaven ocupats pels seus propietaris, 8 estaven llogats i ocupats pels llogaters i 3 estaven cedits a títol gratuït; 2 tenien dues cambres, 10 en tenien tres, 27 en tenien quatre i 117 en tenien cinc o més. 138 habitatges disposaven pel capbaix d'una plaça de pàrquing. A 62 habitatges hi havia un automòbil i a 89 n'hi havia dos o més.

### Piràmide de població
La piràmide de població per edats i sexe el 2009 era:
| Homes | Edats   | Dones |
| ----- | ------- | ----- |
| 0     | 95 o +  | 0     |
| 0     | 90 a 94 | 0     |
| 0     | 85 a 89 | 0     |
| 0     | 80 a 84 | 0     |
| 4     | 75 a 79 | 8     |
| 8     | 70 a 74 | 0     |
| 8     | 65 a 69 | 12    |
| 0     | 60 a 64 | 8     |
| 20    | 55 a 59 | 16    |
| 20    | 50 a 54 | 16    |
| 16    | 45 a 49 | 20    |
| 28    | 40 a 44 | 24    |
| 4     | 35 a 39 | 12    |
| 20    | 30 a 34 | 12    |
| 16    | 25 a 29 | 12    |
| 4     | 20 a 24 | 12    |
| 8     | 15 a 19 | 32    |
| 12    | 10 a 14 | 12    |
| 16    | 5 a 9   | 12    |
| 8     | 0 a 4   | 12    |

## Economia
El 2007 la població en edat de treballar era de 288 persones, 227 eren actives i 61 eren inactives. De les 227 persones actives 219 estaven ocupades (117 homes i 102 dones) i 8 estaven aturades (2 homes i 6 dones). De les 61 persones inactives 28 estaven jubilades, 18 estaven estudiant i 15 estaven classificades com a «altres inactius».

### Ingressos
El 2009 a La Vieux-Rue hi havia 157 unitats fiscals que integraven 454,5 persones, la mediana anual d'ingressos fiscals per persona era de 21.135 €.

### Activitats econòmiques
Dels 13 establiments que hi havia el 2007, 6 eren d'empreses de construcció, 2 d'empreses de comerç i reparació d'automòbils, 1 d'una empresa de transport, 1 d'una empresa immobiliària i 3 d'empreses de serveis.
Dels 7 establiments de servei als particulars que hi havia el 2009, 1 era un guixaire pintor, 1 fusteria, 2 lampisteries, 2 electricistes i 1 agència immobiliària.
L'any 2000 a La Vieux-Rue hi havia 9 explotacions agrícoles.

## Equipaments sanitaris i escolars
El 2009 hi havia una escola elemental.

## Poblacions més properes
El següent diagrama mostra les poblacions més properes.